# Вернар
Верна́р (словац. Vernár) — село и одноимённая община в районе Попрад Прешовского края Словакии. В письменных источниках начинает упоминаться с 1295 года.

## География
Село расположено в западной части края, в долине ручья Вернарский поток (правый приток реки Горнад), при автодороге 66. Абсолютная высота — 770 метров над уровнем моря. Площадь муниципалитета составляет 52,88 км².

## Население
По данным последней официальной переписи 2021 года, численность населения Вернар составляла 572 человека.
Динамика численности населения общины по годам:
| Год:                | 1994 | 2004    | 2014    | 2024    |
| ------------------- | ---- | ------- | ------- | ------- |
| Количество человек: | 711  | 642     | 585     | 547     |
| Разница:            |      | −9,70 % | −8,87 % | −6,49 % |

Национальный состав населения (по данным переписи населения 2011 года):
| Национальность | Численность, человек |
| -------------- | -------------------- |
| словаки        | 562                  |
| чехи           | 2                    |
| русины         | 1                    |
| другие         | 1                    |
| не указана     | 33                   |
| всего          | 599                  |

По данным переписи 2021 года, в конфессиональном составе населения преобладали православные христиане (46,8 %), греко-католики (27,6 %) и католики (9 %).